# Ping
Program ping (anglicky Packet InterNet Groper) umožňuje prověřit funkčnost spojení mezi dvěma síťovými rozhraními (počítače, síťová zařízení) v počítačové síti, která používá rodinu protokolů TCP/IP. ping při své činnosti periodicky odesílá IP datagramy a očekává odezvu protistrany. Při úspěšném obdržení odpovědi vypíše délku zpoždění (latenci) a na závěr statistický souhrn.

## Popis činnosti
Parametrem programu ping je doménové jméno nebo IP adresa síťového rozhraní, jehož dostupnost chceme prověřit. Je-li uvedeno doménové jméno, je nejprve přeloženo pomocí DNS na IP adresu. Program využívá zprávy Echo Request (typ 8, výzva) a Echo Reply (typ 0, odpověď) protokolu ICMP. Výzvy jsou odesílány na cílovou IP adresu a ve stanoveném limitu se očekává odpověď (typicky 3 sekundy). Jednotlivé výzvy obsahují čísla (icmp_seq), podle kterých je možné identifikovat jednotlivé odpovědi nebo jejich ztrátu. Program průběžně vypisuje, které odpovědi již došly a s jakým zpožděním (latencí). Latence je delší, pokud je přenášený datagram větší. Proto pokud je potřeba získat reálnou představu o odezvě i pro delší datagramy (např. v prostředí bezdrátových sítí, kde je u dlouhých datagramů větší pravděpodobnost výskytu rušení a tím i nutnosti přenášet datagram znovu), je nutné ručně uvést delší délku pingu. Nemá však smysl délku zvětšovat nad velikost MTU (obvykle 1500 bajtů), avšak obvykle je používána délka pouze 1440 bajtů, aby nedošlo k fragmentaci datagramů vlivem případného tunelování.
V systému může být nástroj ping6 nebo je možné mezi protokoly IPv4 a IPv6 možné přepínat parametry (v Linuxu -4, -6, ve Windows pak /4 nebo /6).

## Ping (Linux)
- -i : interval s jakým se budou pakety posílat
- -s : velikost paketu
- -t : TTL paketu (maximální počet skoků k cíli)

Pro popis ostatních použijte:
```
ping --help
```

### Příklad výpisu
```
$ ping cs.wikipedia.org
PING rr.pmtpa.wikimedia.org (66.230.200.100) 56(84) bytes of data.
64 bytes from rr.pmtpa.wikimedia.org (66.230.200.100): icmp_seq=0 ttl=49 time=193 ms
64 bytes from rr.pmtpa.wikimedia.org (66.230.200.100): icmp_seq=1 ttl=49 time=184 ms
64 bytes from rr.pmtpa.wikimedia.org (66.230.200.100): icmp_seq=2 ttl=49 time=179 ms
64 bytes from rr.pmtpa.wikimedia.org (66.230.200.100): icmp_seq=3 ttl=49 time=181 ms
64 bytes from rr.pmtpa.wikimedia.org (66.230.200.100): icmp_seq=4 ttl=49 time=192 ms
64 bytes from rr.pmtpa.wikimedia.org (66.230.200.100): icmp_seq=5 ttl=49 time=182 ms
64 bytes from rr.pmtpa.wikimedia.org (66.230.200.100): icmp_seq=6 ttl=49 time=176 ms

--- rr.pmtpa.wikimedia.org ping statistics ---
7 packets transmitted, 7 received, 0% packet loss, time 6003ms
rtt min/avg/max/mdev = 176.643/184.297/193.533/5.889 ms, pipe 2
```

V příkladu byl výpis přerušen kombinací kláves Ctrl + C po 7 vyslaných paketech na server rr.pmtpa.wikimedia.org (anglicky packets transmitted). Odpovědi se „vrátily“ v průměrném čase 184,3 ms (anglicky received), žádný paket nebyl ztracen (anglicky packet loss). Nejkratší dosažený čas je 176,6 ms, průměrný 184,3 ms, nejdelší je 193,5 ms, střední odchylka 5,9 ms (anglicky mdev). První řádek výpisu uvádí IP adresu (66.230.200.100) získanou převodem z doménového jména na příkazovém řádku (cs.wikipedia.org) a také jméno získané zpětným převodem z IP adresy (rr.pmtpa.wikimedia.org, získáno z tzv. DNS PTR záznamů reverzní domény).
Výhodou unixových verzí je, že obvykle kontrolují i obsah vráceného datagramu, takže lze zjistit, jestli nedochází k jejich poškození.

## Ping (Windows)
- -t : odesílat až do přerušení pomocí kombinace kláves Ctrl + C
- -l : velikost paketu
- -i : TTL paketu (maximální počet skoků k cíli)

Pro popis ostatních použijte:
```
ping /?
```

### Příklad výpisu
```
C:\>ping cs.wikipedia.org

Příkaz 
ping
 na rr.knams.wikimedia.org [91.198.174.2] s délkou 32 bajtů:

Odpověď od 91.198.174.2: bajty=32 čas=19ms TTL=60
Odpověď od 91.198.174.2: bajty=32 čas=19ms TTL=60
Odpověď od 91.198.174.2: bajty=32 čas=19ms TTL=60
Odpověď od 91.198.174.2: bajty=32 čas=19ms TTL=60

Statistika ping pro 91.198.174.2:
Pakety: Odeslané = 4, Přijaté = 4, Ztracené = 0 (ztráta 0%),
Přibližná doba do přijetí odezvy v milisekundách:
Minimum = 19ms, Maximum = 19ms, Průměr = 19ms
```

Standardní program ping v systému Microsoft Windows neumožňuje měřit čas pod 1 milisekundu (zobrazuje čas<1ms) nebo s přesností větší než 1 ms (nezobrazuje desetinná místa). Pro přesnější měření lze použít nástroje třetích stran, například program True Ping. V systému Windows skončí program ping automaticky po 4 pokusech (lze vypnout přepínačem -t).

## Kvalita pingu
- 0–30 ms – výborný ping, doporučený pro hraní multiplayerových her
- 30–100 ms – chvalitebný ping, zhoršená kvalita při hraní her
- 100–200 ms – dostatečný ping, špatná kvalita při hraní her, dobré pro prohlížení internetu
- 200–1 000 ms – špatný ping, téměř nehratelné při multiplayer hrách, dostačující pro prohlížení internetu
- 1 000+ ms – nedostatečný ping, který způsobuje časté internetové problémy s konkrétním síťovým umístěním